# Cho Chung-kwon
Cho Chung-kwon (Seúl, 22 de febrero de 1949-8 de noviembre de 2017) fue un crítico y poeta surcoreano.

## Biografía
Cho Chung-kwon nació el 22 de febrero de 1949, en Seúl, Corea del Sur. Estudió en el instituto de segunda enseñanza Yangjeong y se graduó de Lengua y Enseñanza de Inglés en la Universidad Chung-Ang. Ha trabajado como gestor de la Fundación de Cultura y Arte de Corea desde 1994.

## Obra
Cho Chung-kwon debutó oficialmente en la literatura cuando "Pizarra" (Heukpan) y otros poemas suyos fueron recomendados en 1970 para su publicación en la revista Hyeondae sihak (Poesía contemporánea) por Pak Mok-wol.
El verso lírico de Cho Chung-kwon es vigoroso y agresivo. En sus poemas, se sumerge en violentos conflictos con los temas escribiendo con un estilo confrontacional e inflexible. Su poesía provoca un sentimiento de pureza y simpleza poética. De hecho, estos sentimientos son la esencia y la fuerza de su poesía, lo que lo lleva a una trasformación incesante. El viaje poético, que empieza con los poemas de su antología Fuerza (Him) y llega hasta La tumba en la cima (Sanjeongmyoji), muestra su vitalidad poética y su suave sensibilidad.
Los poemas conectados de La tumba en la cima contienen imágenes de montañas que brillan en el frío invernal. Las montañas están vistas desde una perspectiva metafórica: para alcanzar su cima es necesaria la perseverencia, que es una virtud sumamente valorada por el poeta. Este ascenso, que equivale a la búsqueda de la verdad en su obra, es también un alejamiento del ocio y relajamiento del mundo corriente. El ascenso es asimismo un rechazo del mundo corrupto y un intento de alcanzar un mundo más alto y trascendente.
Entre los premios que recibió están el Premio de la Asociación Coreana de Poetas (Hanguk siinhyeophoesang) en 1988 y el Premio Literario Kim Suyeong en 1991.

## Obras en coreano (lista parcial)
- Siete estados de conciencia al observar la lluvia (Bireul baraboneun ilgopgaji maeumui hyeongtae, 1977)
- Libro de salmos (Sipyeon, 1982)
- Canciones para una mente abierta (Heosimsong, 1985)
- Colcha del cielo (Haneul ibul, 1987)
- La tumba en la cima (Sanjeongmyoji, 1991)

## Premios
- Premio Literario Nokwon, 1985
- Premio de poesía de la Asociación Coreana de Poetas, 1988
- Premio de poesía Sowol, 1991
- Premio Literario Kim Suyeong, 1991